# 未来工業
未来工業株式会社（みらいこうぎょう、MIRAI INDUSTRY CO.,LTD.）は、電気設備資材・給排水設備およびガス設備資材の製造販売を行う会社。
2006年9月21日をもって純粋持株会社であった未来株式会社を吸収合併し、未来グループ各社を統括する事業持株会社となった。

## 沿革
- 1965年（昭和40年）8月17日 - 岐阜県大垣市にて会社設立。
- 1985年（昭和60年）7月 - 岐阜県安八郡輪之内町に移転。
- 1991年（平成3年）11月 - 名古屋証券取引所市場第二部へ上場。
- 2003年（平成15年）3月 - 持株会社制への移行に伴い、未来株式会社の完全子会社となる。それに伴い上場を廃止し、入れ替わる形で未来株式会社が名証2部へ上場
- 2006年（平成18年）9月21日 - 純粋持株会社体制廃止。未来株式会社を吸収合併（同社は解散・上場廃止）し、事業持株会社としてグループ会社の親会社となる。名証2部に上場。
- 2009年（平成21年）1月 - 神保電器株式会社が岐阜神保電器株式会社を吸収合併。
- 2016年（平成28年）11月 - 垂井工場が完成し、養老工場を移転。
- 2018年（平成30年）12月 - 名古屋証券取引所市場第一部へ市場変更。同時に東京証券取引所市場第一部へ上場[2]

## 特徴
社内の無駄を排除するための取り組みは実にユニーク。消灯の責任者を明確にするため、事務所に行くと蛍光灯一つ一つに、社員の名札がぶら下がっている。会社見学では、韓国や東海地方から年間2000人ほどの見学者が来るが、案内する総務担当者の“労賃”として、１人当たり2000円の見学料を徴収する。節約アイデアは社員も提案する仕組み。これが今では、業務の効率化を発案するまでになっている。創業者の山田昭男相談役は、「ケチで有名な企業だけど、出発点はお金というより工夫できるクセをつけよう、体質になろうということ」と語る。

## 事業所
- 本社 - 岐阜県安八郡輪之内町
- 支店 - 仙台、新潟、東京、名古屋、大阪、中四国、福岡
- 営業所 - 札幌、旭川、盛岡、仙台、郡山、新潟、松本、北陸、水戸、さいたま、東京、千葉、横浜、静岡、名古屋東、名古屋、大垣、大阪、神戸、高松、松山、広島、福岡、大分、長崎、熊本、鹿児島、沖縄
- 工場 - 札幌、山形、茨城第1～第3、大垣、養老、垂井、熊本第1・第2

## グループ会社
- 未来精工株式会社 - 樹脂金型、自動機の設計製作などを手がける
- 未来運輸株式会社
- 未来技研株式会社
- 未来化成株式会社
- 神保電器株式会社
- 岐阜神保電器株式会社
- 台湾未来国際工業股ｲ分有限公司
- 未来建装株式会社
- 株式会社ミライコミュニケーションネットワーク - インターネットサービスプロバイダ、レンタルサーバサービス、各種ネットワークコンサルティングなどが主な事業内容である
- 株式会社アミックスコム - 有線テレビジョン放送法による有線テレビジョン放送事業、電気通信事業法による電気通信事業、自治体各種業務委託を事業内容としている

## その他
創業者・山田昭男 が打ち出した「1日の就業時間は7時間15分」、「残業ゼロ」、「年間休日140日」といった独自の経営方針で知られ、各種メディアでホワイト企業として注目されている。
また、山田昭男の哲学は「社員の不満を解消するのが経営の仕事、社員のやる気をいかに起こさせるかが全て。アメとムチでなく、アメだけでいい」。
従業員780人だが、派遣社員やパートはおらず、全員が正社員。育児休業は3年までとれるし、定年も70歳。さらに給与は地元・岐阜県庁と同等の高水準（2011年1月時点）。
受賞
- 1997年 - 織部賞の知事賞を受賞。
- 2011年5月 - 第1回「日本で一番大切にしたい会社」大賞受賞
- 2015年1月 - 第1回ホワイト企業大賞受賞
- 2016年10月 - 緑化優良工場等経済産業大臣表彰受賞

## テレビ番組
- 日経スペシャル ガイアの夜明け 節約新時代～逆境を勝ち抜くコスト削減のプロ～（2009年9月22日、テレビ東京）[3] - 身近なムダをなくす“発想”を取材。
- 日経スペシャル カンブリア宮殿 会社は自分のものだ!自ら考え、自ら良くしろ!（2011年1月20日、テレビ東京）[10]

## 書籍

### 関連書籍
- 『楽して、儲ける! 未来工業・山田昭男の型破り経営論！発想と差别化でローテクでも勝てる！』（著者:山田昭男）（2004年3月24日、中経出版）ISBN 4806119814  OCLC 169867287
- 『日本でいちばん社員のやる気がある会社』（著者:山田昭男）（2010年3月2日、中経出版 中経の文庫）ISBN 4806136409
- 『ドケチ道 - 会社を元気にする「生きたお金」の使い方』（著者:山田昭男）（2010年9月29日、東洋経済新報社）ISBN 4492521895  OCLC 668181988
- 『日本一社員がしあわせな会社のヘンな“きまり"』（著者:山田昭男）（2011年11月18日、ぱる出版）ISBN 4827206813
- 『ホウレンソウ禁止で1日7時間15分しか働かないから仕事が面白くなる』（著者:山田昭男）（2012年8月11日、東洋経済新報社）ISBN 9784492044728
- 『稼ぎたければ、働くな。「日本一幸せな働き方」を大公開！』（著者:山田昭男）（2012年11月5日、サンマーク出版）ISBN 9784763132475
- 『毎日4時45分に帰る人がやっているつまらない「常識」59の捨て方』（著者:山田昭男）（2013年8月3日、東洋経済新報社）ISBN 9784492045107
- 『常識をひっくり返せばメシの種はいくらでもある 日本一幸せな会社をつくった男のヘンな発想法』（著者:山田昭男）（2013年10月3日、こう書房）ISBN 9784769611080
- 『日本一社員がしあわせな会社のヘンな“きまり" 2』（著者:山田昭男）（2013年12月2日、ぱる出版）ISBN 4827208344
- 『山田昭男のリーダー学 「日本一労働時間が短い“超ホワイト企業"は利益率業界一！」』（著者:天外伺朗）（2014年4月24日、講談社 人間性経営学シリーズ）ISBN 9784062189019
- 『超ホワイト企業の源流 未来工業・山田昭男の素顔』（編著:翠幸一郎）（2014年12月1日、かもがわ出版）ISBN 9784780307467
- 『山田昭男の仕事も人生も面白くなる 働き方バイブル』（著者:山田昭男）（2015年6月27日、東洋経済新報社）ISBN 9784492045749